# Geografía de Vanuatu

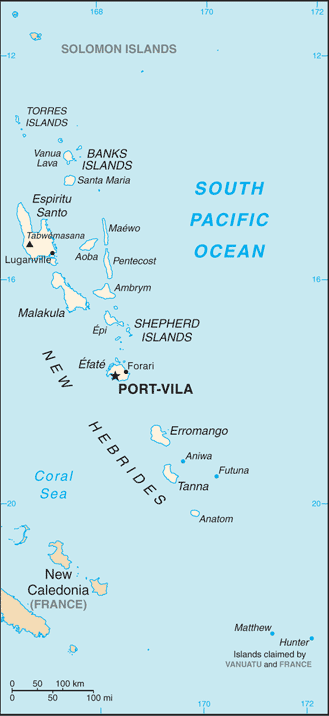
Vanuatu

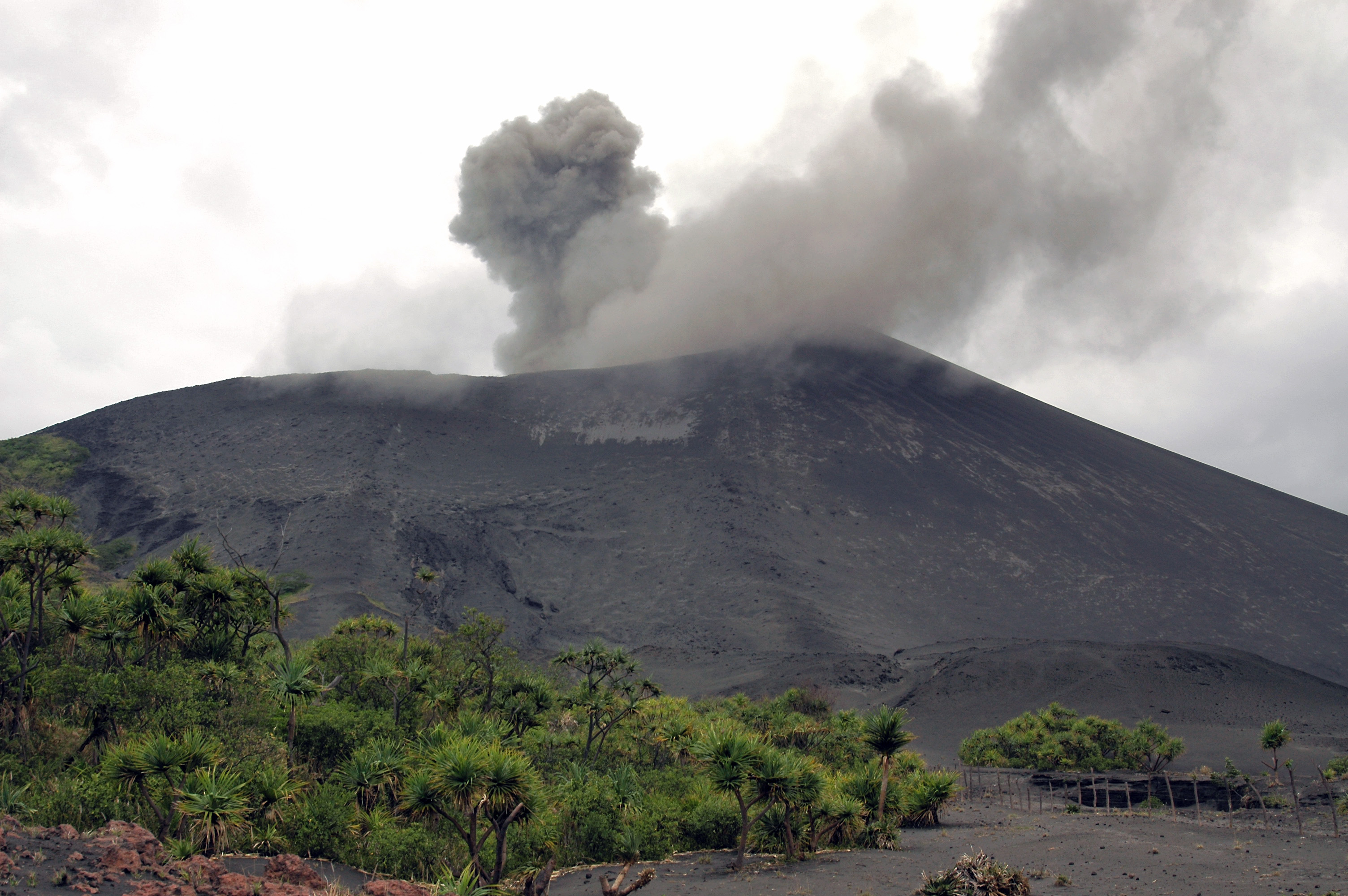
Monte Yasur en 2006

Las Islas Vanuatu son una serie de archipiélagos ubicados en el Océano Pacífico (antes llamadas Nuevas Hébridas); son al menos unas 80 islas con una superficie total superior a los 14.000 km².

## Características geográficas
Este es un archipiélago montañoso de origen volcánico con estrechas llanuras costeras, su mayor altura corresponde al monte Tabwemasana a 1.877 metros; más del 70% de su terreno son bosques salvajes, el 10% a cultivos y el resto a propiedades privadas (son solo aproximaciones.
Por las extremas condiciones geográficas la población humana está restringida de agua potable y su acceso es casi nulo; gracias a los distintos acuerdos internacionales de protección a las zonas verdes (no se puede obtener más lugar para el agua en las zonas "urbanas", debido a la ley de no poder cortar árboles en grandes números).

## Vulcanología

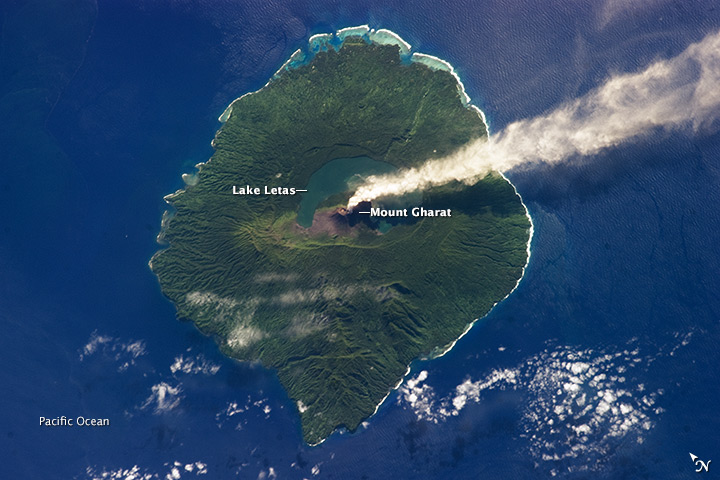
Volcán Gaua, con el lago Letas, en 2013.

El archipiélago de Vanuatu contiene varios volcanes activos, entre ellos, Ambae, Gaua, Ambrym, Lopevi y Yasur. El arco isleño es consecuencia de una zona de subducción norte-sur que va desde las islas Matthew y Hunter, al sur, al volcán Tinakula, en las islas Salomón, al norte. 
Ambrym (1334 m) es un amplio volcán basáltico con una caldera de 12 km de anchura y es uno de los volcanes más activos del mundo. Ambae o Aoba  es un campo volcánico de basalto de grandes dimensiones, con dos lagos de cráter, Vui y Manaro, muy jóvenes, el mayor de 6 km de diámetro. Gaua (797 m) es uno de los más remotos y activos volcanes de las islas, con una erupción en 2010, y posee el lago de cráter más grande de las islas, el lago Letas, de 19 km². Lopevi (1413 m) es uno de los más activos, en la placa de las Nuevas Hébridas, que está encima de la subducida placa Australiana, tiene un empinado cono que asciende desde el mar y con frecuencia se ve el plumero de las erupciones a lo lejos, con 22 erupciones registradas desde 1862; Yasur es el mejor conocido de los volcanes, con erupciones estrombolianas cortas y regulares.
Otros volcanes son: Aneytium (852 m); East Tanna (552 m); Emae (629 m); Epi (833 m); Fatmalapa (500 m); Melkum (758 m); Mere Lava (1028 m); Merig (125 m); Mota (411 m); Motlav (411 m); North Vate (594 m); Paama Island (544 m); Pumpan (802 m); Suretamatai (921 m); Ureparapara (764 m), y William (886 m), entre otros, inactivos la mayoría los últimos diez mil años.

## Clima

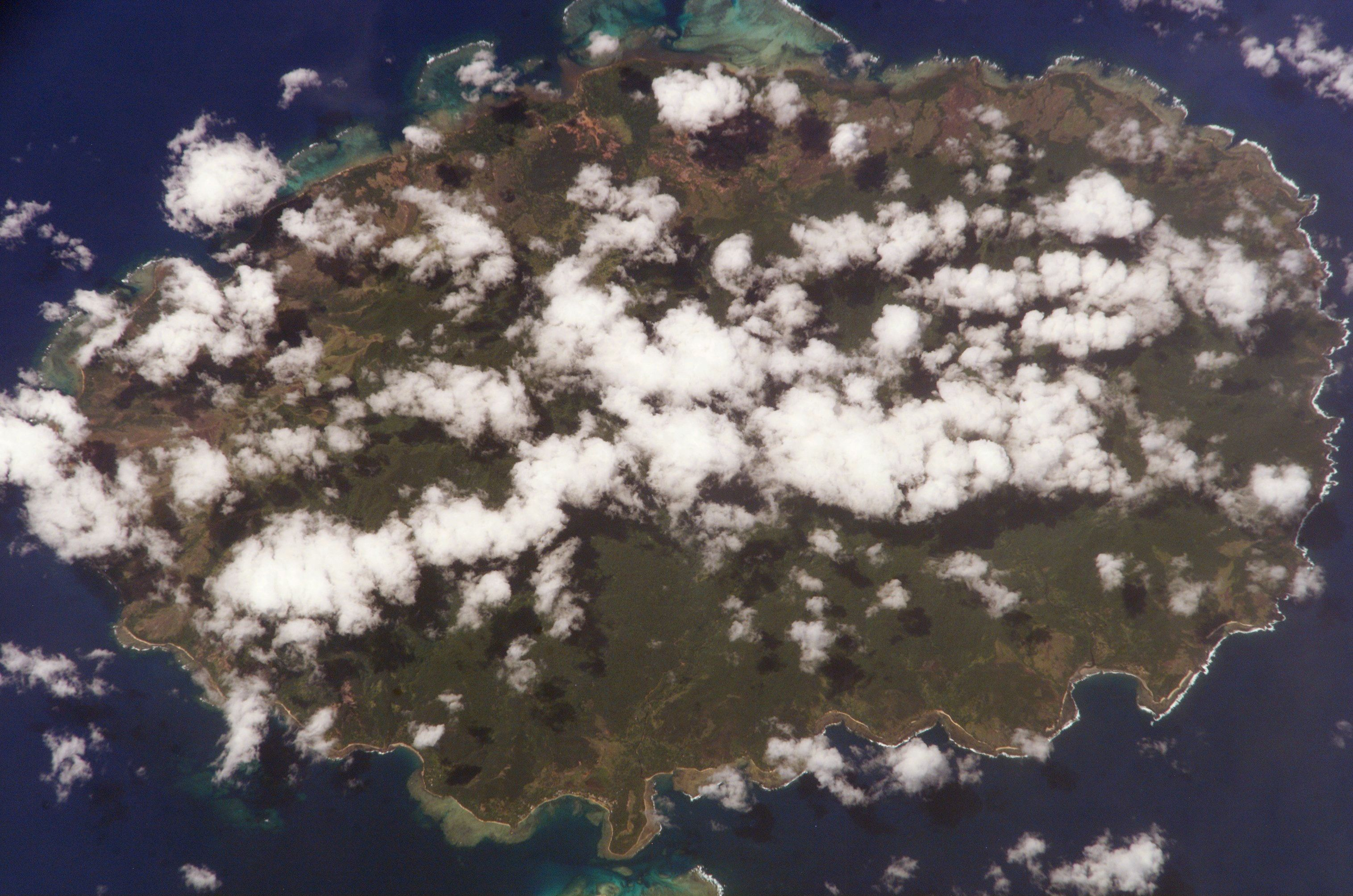
Isla de Anatom, en el extremo sur de Vanuatu

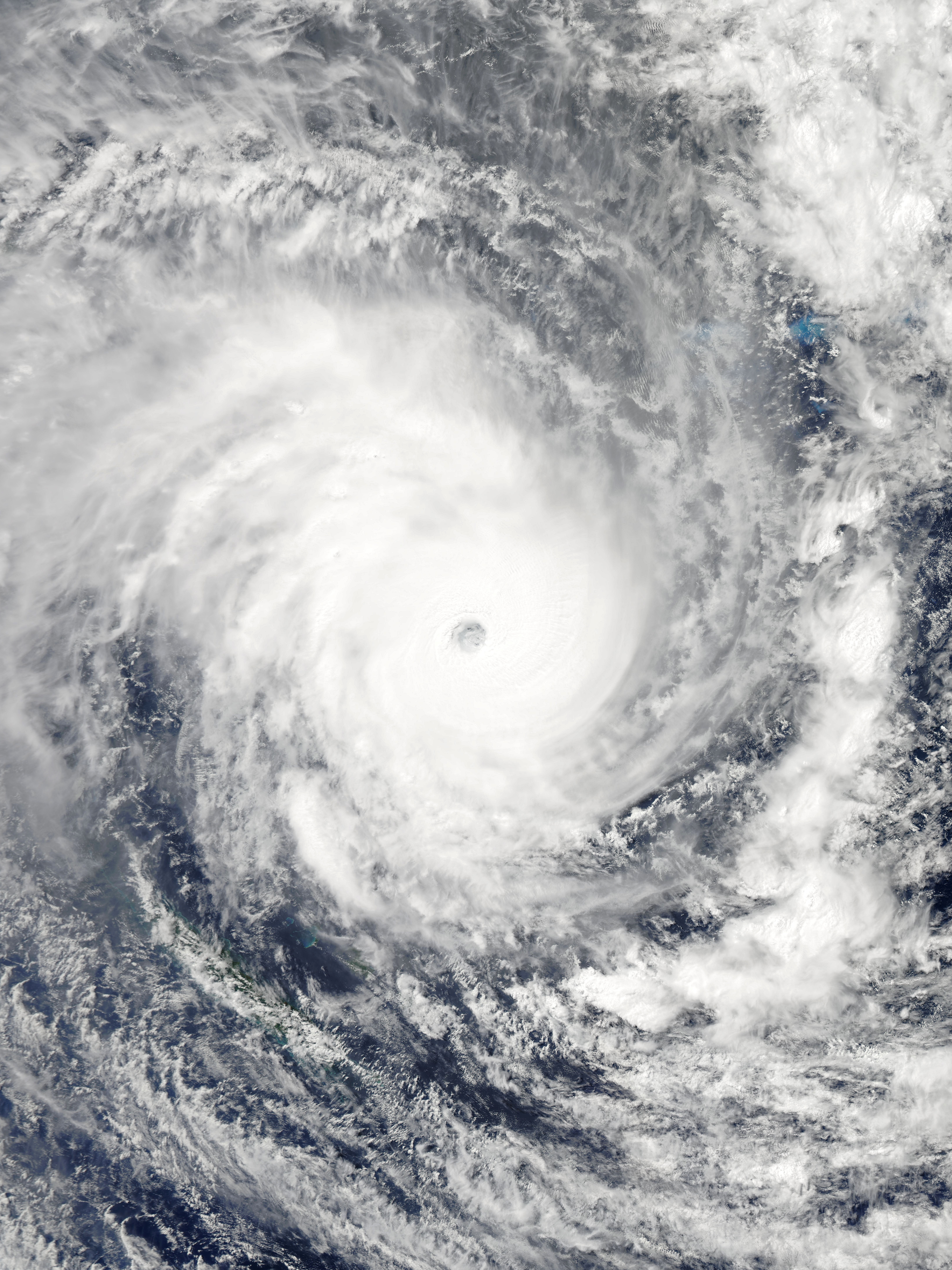
Ciclón Pam, que afectó a las islas en marzo de 2015, causando al menos 15-16 muertos.

Vanuatu forma el corazón de Melanesia, con Papua Nueva Guinea y las islas Salomón al norte, Fiji al este y Nueva Caledonia al sudeste. El archipiélago forma una Y de 1300 km de largo, con cuatro islas principales y 79 islas más pequeñas, de las que 68 están deshabitadas. La mayor parte son montañosas de origen volcánico, con una estrecha franja costera y algunos volcanes activos. Con una superficie de unos 12.200 km², tiene una longitud costera de 2528 km.
De norte a sur, las islas se extienden a lo largo de unos 900 km. Las islas más meridionales se encuentran a una latitud de 20.o, pero hay dos islas más pequeñas, Matthew y Hunter, a 22.o. El clima de Vanuatu está influido por los vientos oceánicos. Es ecuatorial en el norte de las islas, cálido y lluvioso todo el año, mientras que es tropical en el centro y sur, con una estación cálida y lluviosa de diciembre a marzo y una estación más seca y fría de mayo a octubre.
Las islas que poseen volcanes favorecen las lluvias, sobre todo en el norte, donde caen hasta 4000 mm anuales, con más de 200 mm incluso en los meses secos, y más de 450 mm en marzo. Hacia el sur, las lluvias disminuyen hasta los 2200 mm, y en las más pequeña y llanas se quedan en 1500 mm.
En Vanua Lava, en las islas Banks, al norte, caen 3980 mm, entre los 225 mm de junio y los 445 mm de marzo, con temperaturas que oscilan entre los 22 y los 30.oC todo el año, aunque no suelen pasar de 27.oC entre julio y septiembre. En Port Vila, la capital, en la isla central de Efate, caen unos 2230 mm, entre los 110 mm de julio a septiembre y los 365 mm de marzo, con temperaturas que van de los 18 a 25.oC en los meses secos a los 22-30.oC de los meses lluviosos. En el sur, en Anatom, la isla más meridional, las temperaturas mínimas bajan de 20.oC entre mayo y noviembre (16-24.oC). Sin embargo, las lluvias se mantienen en 2440 mm debido a que es un estratovolcán de 852 m de altura, con una mínima de 95 mm en agosto y una máxima de 415 mm en marzo. Meteoblue reduce las precipitaciones de esta isla a la mitad.

#### Ciclones
Vanuatu experimenta de 2 a 3 ciclones por año, la mayoría entre enero y marzo, aunque pueden darse entre noviembre y mediados de mayo, y cada década suceden de 3 a 5 muy destructivos. Fuera de esta temporada destaca el ciclón Xavier, en octubre de 2006, al norte. Particularmente intenso fue el ciclón Pam, en marzo de 2015, el mayor desastre en la historia de Vanuatu. En abril de 2020, el ciclón Harold, de categoría 5, provocó grandes daños en las islas.

## Biogeografía

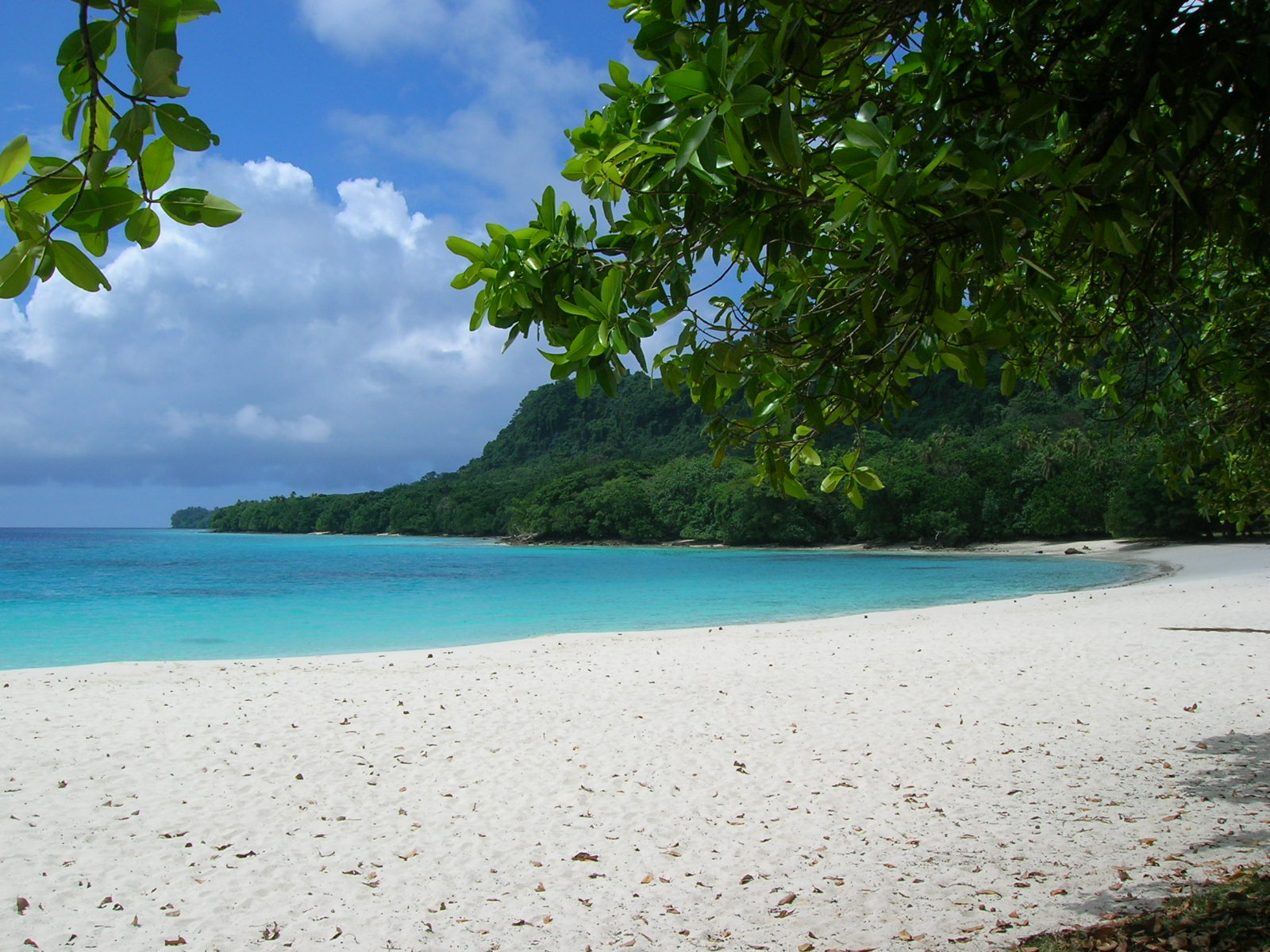
Playa de Champagne, en la isla de Espíritu Santo

Vanuatu forma una ecorregión propia de agua dulce en los lagos volcánicos y otra ecorregión marina propia que forma parte del Pacífico sudoccidental tropical.

#### Vegetación

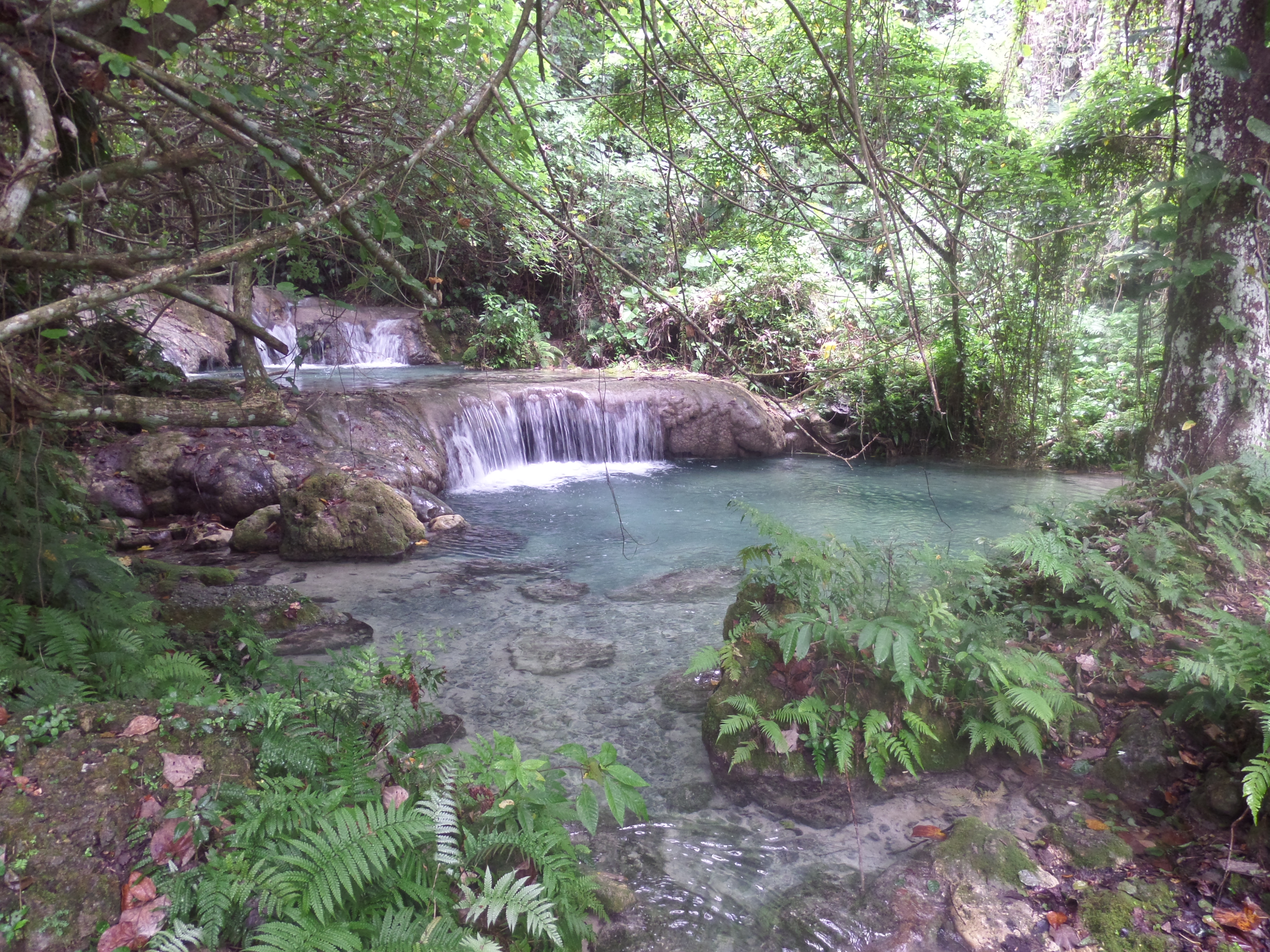
Bosque en Vanuatu

El 75% del país está cubierto de bosque tropical perenne. En las islas montañosas más grandes, se identifican tres categorías principales de vegetación: bosque tropical perenne en las tierras bajas y en las laderas orientadas al viento dominante; bosque semi caduco con sabana inducida por el fuego y praderas, más secas, en las laderas a sotavento, y bosque perenne en las tierras altas, más frías y húmedas con dominio de las epífitas. Hay unas 900 especies de plantas con flor en Vanuatu, y solo 135 son endémicas, un número bajo en comparación con las islas vecinas. En cambio, son muy ricas en helechos, con unas 250 especies conocidas.
En las zonas altas occidentales, al oeste de las islas Espíritu Santo, Erromango, Anatom y Santa Cruz hay bosques cerrados de kauri (Agathis australis), una conífera de gran volumen endémica de esta zona del mundo, de la que hay un importante remanente en el norte de Nueva Zelanda. 
En 2014 había en las islas entre 2500 y 3000 ha de manglares, de los que cerca de 2000 ha se encuentran en Malakula, en dos zonas de la costa oriental, unas 200 ha en la isla de Hiu, 100 ha en Efate y cantidades inferiores en media docena de islas. Se han registrado 24 especies de manglar. Hay unos 60 lugares con praderas marinas, con especies como  Thalassia hemprichii, Cymodocea rotundata, Halodule inermis, Enhalus acoroides y Halophila ovalis

#### Hidrografía

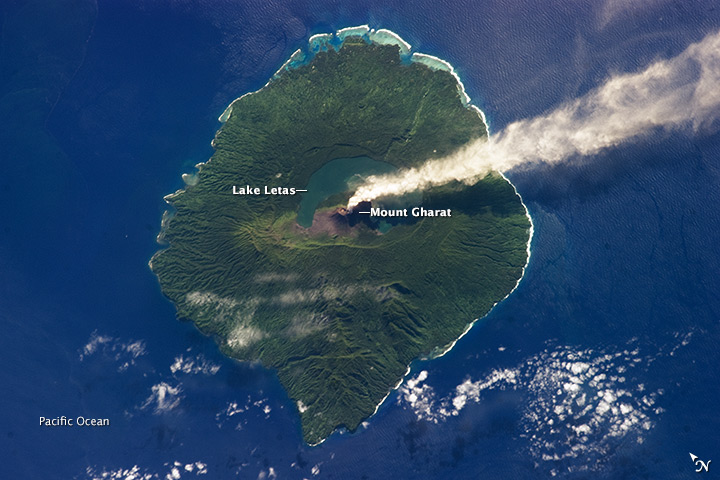
Isla de Gaua, donde se observa el lago Letas y el volcán Garat, activo.

Los ríos son abundantes en las islas debido a las abundantes lluvias. Los más largos se encuentra en las islas de Espíritu Santo y Malakula. El caudal de los ríos es muy variable a lo largo del año y pueden llevar mucha agua en época de lluvias. Algunos, como los ríos Teouma, en la isla de Efate y Matenoi, al sur de Malakula, atraviesan gargantas calcáreas inaccesibles en gran parte de su recorrido. La única llanura aluvial extensa está formada por los ríos que drenan de la sierra de Tabwemasana, en el centro de Espíritu Santo y fluye hacia el norte hasta la Big Bay. Algunos ríos solo fluyen en época de lluvias, sobre todo al este de Espíritu Santo y en las islas Torres.
Hay unos 25 a 30 lagos de agua dulce en las islas (Ambae, Ambrym, Efate, Epi,
Espíritu Santo, Gaua, Maewo, Malakula, Tanna y Thion. Algunos son lagos de cráter, incluso dentro de volcanes activos. El mayor es el lago Letas (19 km²) en Gaua. Los lagos de la caldera de Ambae, a 1300 m de altitud, son los más altos del Pacífico sur. Los de las zonas bajas tiene vegetación de pantano. Algunos son estacionales. Hay unas pocas zonas pantanosas en las islas Efate y Thion; en depresiones de mesetas, en Efate, Epi, Maewo y Gaua; en volcanes extintos en Vanua Lava, y en llanuras inundables, como en Big Bay, en Espíritu Santo, donde en los bosques pantanosos dominan especies como Hibiscus y Erythrina. En Efate dominan especies como Barringtonia y Pandanus, y en Malakula, Hibiscus y Metroxylon. En algunas zonas costeras hay lagunas salobres, como el lago Nalema, al este de Epi, o Ekasuvat, en Efate, cerca de Port Vila.

#### Fauna

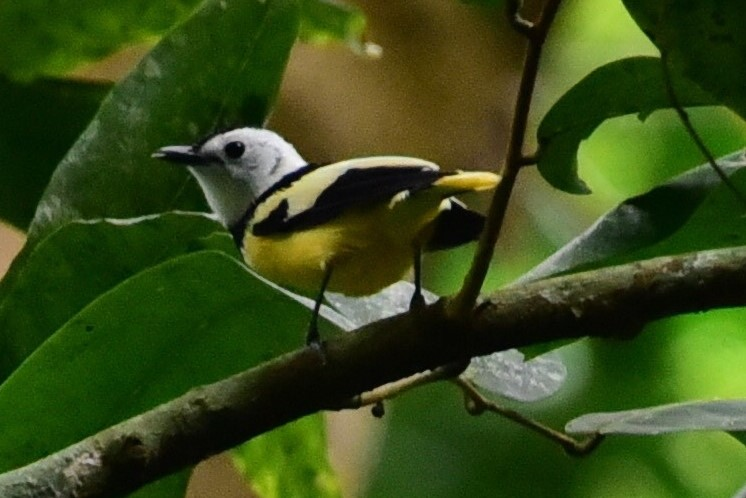
Monarca de las Banks, paseriforme de la familia Monarchidae endémica de Vanuatu. Es la única especie del género Neolalage.

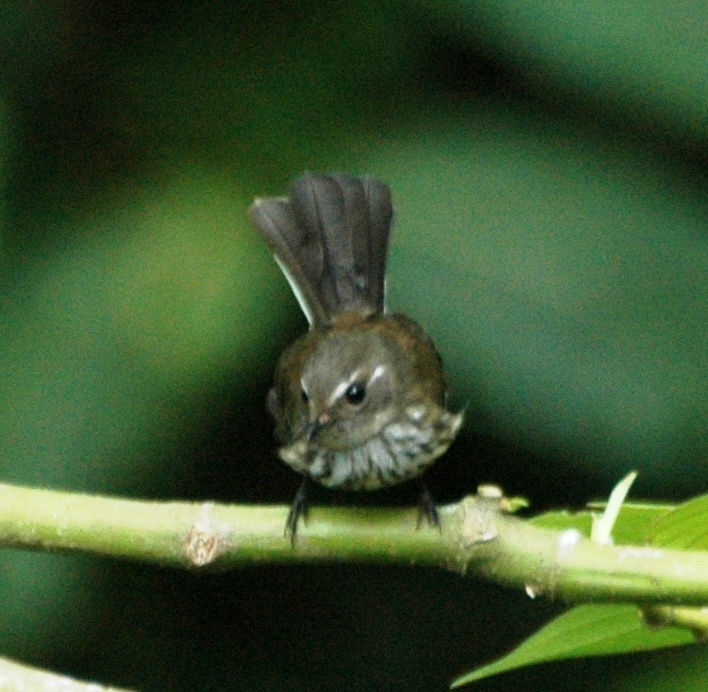
Abanico moteado, endémico de Vanuatu

La fauna de Vanuatu destaca por el número de peces (67 especies) y crustáceos (29 especies). Hay cinco peces endémicos:  Akihito vanuatu, Schismatogobius vanuatuensis, Sicyopterus aiensis, Stiphodon astilbos y Stiphodon kalfatak. Este último solo se encuentra en Espíritu Santo. En Vanua Lava se encuentran unos pocos cocodrilos marinos. En las playas escondidas hay tortugas marinas, y en las zonas marinas poco profundas y estuarios hay dugongos. No hay muchas especies de aves acuáticas en las islas, debido a la falta de humedales. Hay una pequeña población de subespecies de zampullín australiano (Tachybaptus novaehollandiae leucosternos), y también se encuentran el calamón común y la polluela de Tongatapu.

En Vanuatu hay 12 IBAs (Áreas de importancia para las aves catalogadas por BirdLife International), que cubren una superficie de 6805 km², y un EBA (Área de aves endémicas) global que cubre Vanuatu y las islas Santa Cruz de las islas Salomón. En total hay 87 especies de aves, de las que 8 están amenazadas y 10 son endémicas de las islas.
Las diez especies de aves endémicas de Vanuatu son: el talégalo de Nuevas Hébridas, la dúcula de Nuevas Hébridas, el tilopo de Tanna, el alción ventrirrufo, mielero ventriblanco, el abanico moteado, el monarca de las Banks, la yerbera de Melanesia, el anteojitos frentigualdo y el estornino de Espíritu Santo.

## Áreas protegidas de Vanuatu
Según la IUCN, en Vanuatu hay 34 zonas protegidas, el 4,2 % del territorio, 528 km² de los 12.575 km² del país, y 48 km² de áreas marinas, el 0.01 % de la superficie marina, 622.073 km². El conjunto comprende 3 reservas marinas, 7 áreas marinas protegidas, 1 reserva, 1 área de conservación, 3 reservas recreativas y 19 áreas de conservación forestales.

### Reservas marinas
- Área protegida de Nagha mo Pineia, 10,5 km²
- President Coolidge and Million Dollar Point, 1 km²
- Narong Marine, 1,8 km²

### Áreas marinas protegidas
- Laguna Erakor y Empten
- Isla de Hideaway
- Lekavik
- Nguna-Pele
- Área protegida marina de Nguna-Pele
- Emua
- Reserva marina Nguna Pele

### Reservas
- Naomebaravu-Malo

### Área de conservación
- Lago Letas

### Reservas recreativas
- Aore
- Reserva Whitesands
- Bucaro Aore

### Áreas de conservación forestales
- Reserva de la isla de Loh
- Parque marino de Uri
- Reserva Extensión de Ringi te
- Área protegida de Nevnal
- Área protegida de Loru
- Área de conservación de Wiawi
- Área de protegida de Vendik
- Área de protegida de Lakorombanga
- Área protegida de Lownahuru
- Reserva de la isla de Hiu
- Reserva de la isla de Tegua
- Vatthe, 34,85 km², de los que 6,48 son marinos
- Lasenuwi
- Erromango Kauri
- Reserva Ambrym Megapode
- Reserva marina de conservación de Ringi Te Suh
- Central Efate (Teouma)
- Western Peninsular
- Área protegida de Pankumo